# Not (zespół muzyczny)
NOT (Nocne Oglądanie Telewizji) – polski zespół muzyczny, założony w 1999 przez Roberta Tutę, Kubę Wandachowicza i Marcina „Cinassa” Kowalskiego.
W 2001 nakładem niemieckiej niezależnej wytwórni Noiseworks grupa wydała swój debiutancki album studyjny pt. Bad Trip Boys zawierający w całości polskojęzyczny materiał. Utwory zespołu ukazały się na kilku kompilacjach, polskich i zagranicznych (Hallo 13, The Loneliest Link in a Very Strange Chain: In Memory of Jhonn Balance and Coil, Splicing The Icy Expanse). W 2001 zespół zawiesił działalność ze względu na zobowiązania muzyków wobec innych zespołów. W 2004 zespół wznowił działalność występem na festiwalu filmów niemych w Warszawie, na którym po raz pierwszy wystąpił w składzie z Łukaszem Klausem. 9 marca 2007 muzycy wydali album pt. NOT, który promowali singlami: „To taka gra”, „Miasto (świateł)” i „Ja dziękuję”. W tym samym roku nagrali cover utworu Joy Division „Atmosphere” na potrzeby tribute albumu pt. Warszawa. Tribute to Joy Division. Pod koniec tego samego roku ukazała się wznowiona na polski rynek płyta Bad Trip Boys, z dołączonym minialbumem pt. Łódź EP zawierającym remiksy utworów grupy.

## Dyskografia
- 2001 Bad Trip Boys (Noiseworks Records)
- 2007 NOT (2.47 Records)
- 2007 Łódź • Bad Trip Boys (2.47 Records)

## Nagrody
- 2007 Udział w polskiej preselekcji nagrody New Sounds of Europe podczas MTV Europe Music Awards

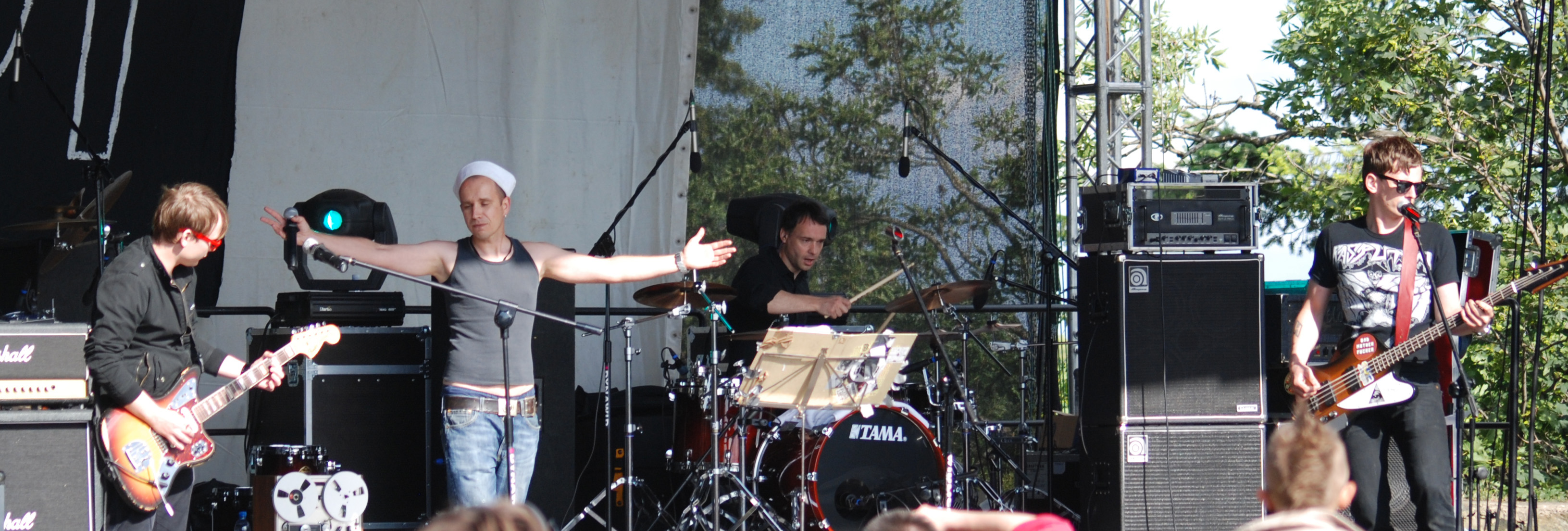
Grupa NOT podczas festiwalu Castle Party 2009